# کارانتان
کارانتان (به فرانسوی: Carentan) یک کمون در فرانسه است که در canton of Carentan واقع شده‌است.

## خصوصیات
کارانتان ۱۵٫۶۶ کیلومترمربع مساحت و ۶٬۳۴۰ نفر جمعیت دارد و ۶ متر بالاتر از سطح دریا واقع شده‌است.

## خواهرخوانده
شهرهای سلبی و Waldfischbach-Burgalben خواهرخوانده‌های کارانتان هستند.